# Завод пусковых двигателей
Заво́д пусковы́х дви́гателей — крупное предприятие в Липецке. Полное название — открытое акционерное общество «Завод пусковых двигателей». Адрес: Липецк, ул. Балмочных, д. 15.
В конце 1945 года на северо-западной окраине Липецка была образована машинно-тракторная мастерская, в задаче которой был ремонт тракторных и комбайновых двигателей. Позже предприятие освоило также ремонт электродвигателей, производство запасных частей к тракторам, ремонт автомобилей ГАЗ-51. В связи со значительно расширившимся объёмом производства в 1956 году мастерская преобразована в авторемонтный завод.
В мае 1960 года предприятие получило новый импульс в своём развитии, когда ему с Липецкого тракторного завода было передано производство пусковых двигателей, предназначенных для запуска основного двигателя трактора. В сентябре того же года выпущен первый пусковой двигатель ПД-10 с водяным охлаждением.
В 1963 году на базе авторемонтного завода создан Липецкий механический завод (ЛМЗ).
В 1966 году предприятие освоило выпуск пускового двигателя с воздушным охлаждением. Был завершён процесс перехода ЛМЗ на специализированное производство малолитражных карбюраторных двигателей, применяемых в качестве пускового устройства к дизелям средней мощности.
В 1970 году ЛМЗ преобразован в Завод пусковых двигателей (ЗПД) Министерства тракторного и сельскохозяйственного машиностроения СССР.
К 1980 году производство завода выросло до 157 тыс. пусковых двигателей в год для Липецкого и Владимирского тракторных заводов. Также ЗПД производил детали для Михайловского, Харьковского и Гомельского заводов пусковых двигателей. Кроме предприятий отрасли ЗПД поставлял продукцию 170 организациям и предприятиям СССР и на экспорт.
В начале 1990-х произошло значительное падение спроса на продукцию предприятия в связи с глубоким кризисом, охватившим сельскохозяйственное машиностроение на территории бывшего СССР. Производство липецкого Завода пусковых двигателей упало до 50 тыс. двигателей в год (уровень середины 1960-х годов), что составляет лишь 30 % мощности предприятия. В связи с новыми хозяйственными реалиями предприятие было преобразовано в открытое акционерное общество «Завод пусковых двигателей» (ОАО «ЗПД»).
К 2003 году на высвободившихся мощностях было налажено производство гильз цилиндров для автомобилей семейства ГАЗ.
В настоящее время [когда?] общероссийский рынок по производству и реализации пусковых двигателей для тракторов на 40 % занимает липецкий завод. Ещё 40 % у гомельского ЗПД. Оставшиеся 20 % рынка у различных российских предприятий, специализирующихся на производстве и ремонте сельскохозяйственной техники.
Партнёрами липецкого Завода пусковых двигателей являются организации и промышленные предприятия из Барнаула, Ростова-на-Дону, Самары, Красноярска, Саратова, Ставрополя и других городов России.

## Сегодняшняя ситуация
На 2009 год оборудование завода демонтировано. Фактически в цехах расположено предприятие по выпуску изделий из алюминиевого профиля ООО «Завод оконных конструкций», а также другие торговые предприятия; административное здание сдано в аренду сторонним организациям.